# Phonogram Studio
De Phonogram Studio is een voormalige Nederlandse geluidsstudio gevestigd in Hilversum. De studio werd in 1953 opgericht als onderdeel van Phonogram Records en werd in 1978 opgeheven.
Aanvankelijk vonden de opnamen voor Phonogram plaats in een ruimte achter hotel Hof van Holland in Hilversum. In 1962 werd de studio in het voormalig patronaatsgebouw Gerardus Majella Huis aan de Honingstraat in gebruik genomen, en op 27 augustus 1963 werd deze officieel geopend. De voormalige toneelzaal was omgebouwd tot grote studio, met daarnaast de regiekamer. In andere ruimten waren kleinere studio's voor solo-opnamen en spraakopnamen ondergebracht.
Talloze Nederlandse groepen en artiesten namen er albums op. De bekendste geluidstechnici van de studio waren Jos Ditmars, Ruud van Lieshout, Albert Kos en Jan Audier.
In 1978 werd de Phonogram Studio gesloten. Phonogram liet voortaan opnemen in de Wisseloordstudio's.